# Autoportret z dwoma kołami
Autoportret z dwoma kołami – obraz olejny (autoportret) namalowany przez holenderskiego malarza, rysownika i grafika Rembrandta w 1665–1668. Obraz „malarza duszy” znajduje się w zbiorach Kenwood House w Londynie.

## Opis obrazu
Autoportret z dwoma kołami Rembrandt namalował w podeszłym wieku będąc już zubożałym i samotnym. Artysta znajduje się w swojej pracowni w ubiorze roboczym z narzuconym na niego tabardem i białą lnianą czapką na głowie. W lewej dłoni trzyma paletę, pędzle i laskę malarską służącą mu jako podpórkę pod rękę podczas malowania szczegółów.